# Boyd's
Boyd's är en ort i Saint Kitts och Nevis.   Den ligger i parishen Trinity Palmetto Point, i den centrala delen av landet, 6 km väster om huvudstaden Basseterre. Boyd's ligger 28 meter över havet och antalet invånare är 591. Den ligger på ön Saint Christopher.